# D'espairsRay
DéspairsRay — японський музичний квартет, один з найвідоміших популярних Visual kei гуртів у світі.

## Про гурт

### Заснування. Рік 1999
Гурт був створений 9 вересня 1999 р., його склад відтоді не змінювався: Хізумі і Цукаса грали до того в Le'veil, Карю грав в Dieur Mind (під ім'ям Йосітака). Свій перший концерт вони відіграли 24 вересня в Takadanobaba AREA. На своїх концертах вони безкоштовно роздавали людям свої демонстраційні записи.

### Рік 2000
21 жовтня 2000 р., вийшов їх перший максісингл «Kumo». Він продавався настільки добре, що у квітні 2001 р. був перевиданий. Тоді ж був виданий другий максісингл «Genwaku…» Передзамовлення на перше видання (а усього було 1000 копій) створили таку ситуацію, що сингл виявився розпроданим ще до його фактичного виходу у світ! 27 липня був виданий їхній перший альбом, «TERRORS». Свій перший сольний концерт, «Sixth TERROR», вони відіграли 29 серпня 2001 р. в Takadanobaba AREA (300 місць). До виходу другого демо прийшлося трохи почекати. «Ura mania Theater» вийшов 21 січня 2002 р., обмеженим тиражем в 1000 екз. З 7 лютого вони відправляються в тур з 12 виступами по країні (TOUR Mania theater). 29 травня вони грають свій другий сольний концерт («SEXUAL BEAST») в Сібуя (500 місць). В червні було видано їх максісингл SEXUAL BEAST. В тому ж році їх можна було почути на виданому 8 вересня збірника «Obashima no naka de miru yume».

### 2003 рік
2003 рік гурт почав з CD «Itanji», що вийшов 20 січня. Через 5 днів вони грають їхній третій концерт в Сібуя, 7 лютого вони організують безкоштовний концерт в Meguro Live Stadion: Itanji. Новий максісингл, «MaVERICK», вийшов 12 лютого, потім новий тур з 21 концертом: Pregnancy eight month. Друге видання «MaVERICK» в продажу з 26 березня. Незабаром після цього, вони виступають на Stylish wave '03 Mega force concert в Shibuya Kokaido разом із Laputa, Vogus Image і Stray pig Vanguard. Новий тур починається 17 липня: концерт вони відіграли в Shinjuku Liquid Room (600 місць), де вони вже виступали 27 квітня. 12 листопада — це день, коли був виданий їхній найкращий сингл: Garnet. Він одержав перше місце в рейтингу Indie Oricon! Новий тур починається з 9 листопаду по 30-е. Вони також були запрошені на важливі visual kei виступи: Beauti-fools Fest 03 28 грудня, котрий був організований журналом Fool's Mate, також були запрошені Miyavi, Mucc, the Gazette і deadman. 31 грудня вони грають два концерти: Stylish wave count down 03/04 в Yokohama aka renga kurakura ichi go kan 3F hall, і Final 03 в Takadanobaba AREA.

### 2004 рік
2004 рік починається з серії концертів: Garnet…~sennoushite XX he. 28 квітня, D'espairsRay випускають черговий максісингл «BORN». Вони також відіграють три концерти, перед тим як відправитися у довгий літній тур. Новий очікуваний максісингл «GEMINI» побачив світ 1 вересня. В цьому ж місяці гурт дає три концерти: Bloody marry Day, Furachi no toiki Day і Murder Day в жовтні 2004 р. З цього концерту гурт зробив DVD D'espairsRay — Murder Day (23.09.2004 Liquid Room Ebisu). В жовтні 2004 р., D'espairsRay вперше залишили межі Японії. Вони відіграли свої концерти в таких містах як Берлін 30 жовтня, потім в Парижі 31-го. Це був зручний випадок для європейської аудиторії побачити своїх улюбленців на сцені. Цей «міні тур» був названий «Wollust ward dem Wurm gegeben».

### 2005 рік
У цьому році гурт нарешті порадував усіх шанувальників повноцінним альбомом «Coll:set» виданим 29.06.2005.

### 2007 рік
Вийшов альбом Mirror та сингл Squall

### 2008 рік
Видані два сингли BRILLIANT і Kamikaze.

### 2009 рік
Вийшов альбом Redeemer та сингл Final call, а також збірка Best of під назвою «IMMORTAL». 

### 2010 рік
20 вересня група оголосила про перерву в діяльності на невизначений період після завершення туру "Human-clad Monsters" у зв'язку з необхідністю лікування голосових зв'язок вокаліста Hizumi.

## Розпад
15 червня 2011 року група офіційно оголосила про розпад. 

## Дискографія

### Демозаписи
- 1999.12.26 [ao] ([蒼]) (demotape)
- 2000.01.28 [S]yste[M] (demotape)
- 2000.01.29 Sakura (さくら)(demotape)
- 2000.09.26 RAZOR (demotape)
- 2001.08.29 SIXTH TERRORS (demotape)
- 2002.01.21 Ura mania Theater (裏マニアシアター) (demotape)
- 2003.01.20 Itanji (demo-CD)
- 2006.07.24 LIQUIDIZE (photobook demo)

### Альбоми
- 2005.06.29 [Coll:set]
- 2007.04.11 MIRROR
- 2009.03.11 REEDEMER
- 2009.12.09 IMMORTAL (Best Of)
- 2010.07.28 MONSTERS
- 2011.04.13 Antique

### Мініальбоми
- 2001.07.21 TERRORS
- 2002.06.05 SEXUAL BEAST
- 2004.04.28 BORN

### Сингли й максісингли
- 2000.10.21 Kumo (蜘蛛)
- 2001.04.01 Genwaku (眩惑)
- 2002.09.08 Ori no Naka de Miru Yume (檻の中で見る夢)
- 2003.03.26 MaVERiCK
- 2003.11.12 Gärnet
- 2004.09.01 -GEMINI-
- 2006.04.05 Kogoeru Yoru ni Saita Hana (凍える夜に咲いた花)
- 2007.03.14 Squall
- 2008.05.14 BRILLIANT
- 2008.08.06 Kamikaze
- 2008.12.03 HORIZON
- 2009.09.09 Final Call
- 2010.04.14 Love is Dead

### Omnibus
- 2000.12.21 Hysteric Media Zone (з піснями «[S]yste[M]» і «Loop ~Divide Neo Abomination~»)
- 2002.09.21 SHOCK JAM CD Edition 01 (з піснями «Fascism» і «"Tatoeba" kimi... ga... Shinda... ra»)
- 2002.10.21 Shock Edge (с песней «Murder Freaks»)